# Al-Chulla
Al-Chulla – wieś w Syrii, w muhafazie Hama, w dystrykcie Hama. W 2004 roku liczyła 457 mieszkańców.